# Николлс, Джефф (музыкант)
Джефф Николлс (англ. Geoff Nicholls; 29 февраля 1948, Бирмингем, Уорикшир — 28 января 2017) — британский рок-музыкант и автор песен, наиболее известный как клавишник хэви-метал-группы Black Sabbath (сначала как сессионный участник, затем как постоянный участник, затем снова как сессионный).

## Биография
В конце 1960-х — начале 1970-х гг. выступал в качестве гитариста в составе бирмингемской группы Johnny Neal and the Starliners, непосредственно перед Black Sabbath играл в группе Quartz, принадлежащей к так называемой «новой волне британского хэви-метала».
В 1979 году был приглашён вторым гитаристом в Black Sabbath, когда музыканты сомневались, стоит ли продолжать деятельность под этим названием. Вскоре Николлс переключился на бас, когда Гизер Батлер ненадолго покинул группу, а по возвращении Батлера и принятия решения о сохранении названия стал клавишником группы.
Принял участие в записи альбома Heaven And Hell, вышедшего в 1980 году, и с тех пор играл на записях всех альбомов, хотя официальным членом группы не являлся до 1986 года. Оставался в её составе до 1991 года, и затем вновь с 1993 по 1996 год.
С воссоединением группы в первоначальном составе в 1997 году являлся её неофициальным участником. Хотя его основная роль в Black Sabbath сводилась к игре на клавишных, Николлс также сыграл несколько партий ритм-гитары во время тура Reunion и в нескольких песнях во время туров Headless Cross и Forbidden.
Во время шоу редко появлялся на сцене, играя обычно за ней. Единственным исключением из этого был тур в поддержку альбома 1986 года Seventh Star, для которого он написал ряд текстов (хотя в альбоме это не было указано), где он играл на сцене в качестве равноправного участника группы. Другой пример — благотворительный концерт в мае 1988 года, в котором он играл на бас-гитаре.
Также принимал участие в написании многих песен Black Sabbath, записанных с его участием, в том числе на альбомах Seventh Star и Tyr.
В 2000-х играл на клавишных, выступая с бывшим вокалистом Black Sabbath Тони Мартином. Впоследствии вернулся в реанимированную группу Quartz.
Скончался вследствие онкологического заболевания.

## Дискография
| Black Sabbath - 1980 — Heaven And Hell - 1981 — Mob Rules - 1982 — Live Evil - 1983 — Born Again - 1986 — Seventh Star - 1987 — The Eternal Idol - 1989 — Headless Cross - 1990 — Tyr - 1992 — Dehumanizer - 1994 — Cross Purposes - 1995 — Forbidden - 1998 — Reunion - 2007 — The Dio Years - 2008 — The Rules Of Hell | Quartz - 1977 — Quartz - 1983 — Resurrection - 2004 — Satan's Serenade другие - 1980 — Vladimir Cosma — La Boum - 1992 — Brian May — Back To The Light - 1996 — Louisiana Red — Pretty Woman - 2001 — Ozzy Osbourne — Down To Earth - 2004 — Tony Iommi — The 1996 Dep Sessions |